# 邱勇 (1964年)
邱勇（1964年7月28日—），男，四川荣县人，中国化学家，中国科学院院士，曾任清华大学校长，现任清华大学党委书记。

## 生平
1983年9月考入清华大学化学与化学工程系，1988年7月本科毕业后免试攻读清华化学系研究生，1994年7月博士毕业留校工作。曾任化学系学生辅导员、系团委副书记、研究生工作组组长、系党委副书记。
2002年3月任化学系主任。2008年1月任理学院副院长，同年10月任校学术委员会副主任。2009年12月任清华大学副校长。2013年当选中科院院士，2014年任党委常务副书记。2015年3月26日被任命为清华大学校长。
2018年2月24日，当选为第十三届全国人大代表。
2022年2月25日，转任清华大学党委书记。
2022年6月当选二十大代表。他也是主席团成员和代表资格审查委员会成员。2022年10月当选中央候补委员。

## 争议

### 会见“山寨罗”乌龙事件
2016年2月1日，清华大学官网报道称，校长邱勇会见了来访的罗斯柴尔德家族继承人之一、罗斯柴尔德家族英国资产主要管理人奥利弗·罗斯柴尔德（Oliver Rothschild）一行。而在2月5日，英国罗斯柴尔德集团的代表回应确认，奥利弗并不是其家族成员，也不涉足集团的任何业务。针对这一乌龙事件，清华大学副校长杨斌3月23日在参加博鳌亚洲论坛年会大学校长对话时表示，“的确存在着甄别方面的疏忽，但我一点儿也不怀疑校长的善意，和他希望能够通过更广泛的社会资源和支持，使得清华大学或者中国的大学能够办得更好。未来我们对捐赠人背景应加强甄别。”